# CKV ONDO
CKV ONDO is een Nederlandse korfbalvereniging uit 's-Gravenzande (gemeente Westland).

## Geschiedenis
ONDO is opgericht op 28 april 1961. De clubnaam staat voor Op Naar De Overwinning.
Het is niet de enige korfbalclub die de naam ONDO draagt, want er bestaat ook een korfbalvereniging ONDO uit Middelburg.

## NK 1 tegen 1
Sinds 1998 organiseert ONDO het Korfbal NK 1 tegen 1 toernooi. 
Van 1998 t/m 2003 was dit toernooi enkel voor senioren, maar vanaf 2004 deden ook A junioren mee aan dit toernooi. 
Er is 1 speler die het toernooi 6x heeft gewonnen; Barry Schep in 2000, 2004, 2006, 2009, 2011 en 2013